# Langues poumpokoliques
Les langues poumpokoliques (aussi appelées langues arines-poumpokoles ou poumpoliques) forment un des principaux sous-groupes des langues ienisseïennes. Les langues qui le constituent sont toutes éteintes.

## Classification
Ce groupe est débattu. La plupart y classe l'arine et le poumpokole (et éventuellement le jie (en),) dans les langues ienisseïennes méridionales(en) Fiche langue des langues iénisseïennes méridionales[sout2751]dans la base de données linguistique Glottolog., mais certains placent l'arine dans une branche arinique (parfois classé parmi les langues ienisseïennes méridionales), et classent le poumpokole à part des autres langues ienisseïennes.
Ces langues peuvent donc être classées selon trois façons :

### Modèle poumpokolique
- langues ienisseïennes
  - langues ienisseïennes septentrionales
  - langues ienisseïennes méridionales
    - langues kottes-assanes
    - langues arines-poumpokoles
      - arine
      - poumpokole
      - (jie)

### Modèle arinique/poumpokolique
- langues ienisseïennes
  - langues ienisseï-ostiakiques
  - langues kottiques
  - langues ariniques
    - arine

  - langues poumpokoliques
    - poumpokole

### Modèle ienisseïen/ienisseïen méridional
- langues ienisseïennes
  - langues ienisseïennes septentrionales
  - poumpokole
  - langues ienisseïennes méridionales
    - langues assaniques
    - arine

## Histoire
Les langues poumpokoliques se sont possiblement séparées des langues ienisseïennes méridionales au IXe siècle av. J.-C. environ, et se seraient étendues vers le Sud jusqu'à être parlées en Chine au IVe siècle (Melas (2022)). L'arine et le poumpokole se seraient séparés au VIe siècle environ. L'arine se serait éteint durant les années 1730 et le poumpokole serait disparu au début du XIXe siècle.